# Dennis Brockenborough
Dennis Brockenborough es un músico estadounidense que tocó el trombón en The Mighty Mighty Bosstones durante diez años y fue un importante contribuyente al sonido skacore impulsado por instrumentos de metal de la banda.
Brockenborough se unió a Mighty Mighty Bosstones en 1990, justo antes del lanzamiento de Where'd You Go? EP y segundo álbum de la banda More Noise and Other Disturbances, reemplazando al trombonista original Tim Bridewell. Sin embargo, había hecho un cameo anteriormente en el vídeo musical "Devil's Night Out". Brockenborough se graduó en Brandywine High School, en los suburbios de Wilmington, Delaware, donde se desempeñó como presidente tanto de su promoción como de la banda. Su madre era profesora de música en la escuela primaria David W. Harlan en Wilmington y su hermano era jugador de fútbol americano en la escuela Salesianum.
Mientras estaba con los Mighty Mighty Bosstones, Brockenborough tocó un trombón Yamaha YSL-691 con una boquilla Denis Wick 4C. También cantó coros en canciones como "Kinder Words" y "Simmer Down". El álbum Pay Attention de 2000 fue su última grabación con la banda. En abril de ese año, Brockenborough dejó Mighty Mighty Bosstones para actuar con Chubby, una banda que formó en la que canta y toca la guitarra. Fue reemplazado por el exmiembro de Spring Heeled Jack, Chris Rhodes. Chubby lanzó su álbum debut Is It Time? en 2004.